# Vulto Emérito de Curitiba
O título de Vulto Emérito de Curitiba é a maior distinção honorífica do Município de Curitiba, Capital do Paraná, outorgado a cidadãos naturais daquela cidade, mediante lei específica para cada homenageado, proposta pela Câmara Municipal de Curitiba. 

## Instituição
Foi instituído pela Lei nº 2.255 de 1963 a fim de perpetuar na memória coletiva da cidade, personalidades que tenham honrado e dignificado na prática de fatos concretos de expressão utilitária. A principio a homenagem era tributada aos que, "sem restrição quanto à nacionalidade, sexo, cor ou religião, hajam prestado assinalados serviços à causa pública na cultura em geral, ciências, artes e outras atividades humanas". Porém, a Lei Complementar 26 de 1999 passou a exigir que a concessão do título fosse somente aos nascidos no âmbito do Município de Curitiba, ao passo que aos naturais de demais localidades seria-lhes concedido o Título de Cidadão Honorário. 
A primeira concessão do título de Vulto Emérito de Curitiba foi à Primeira-dama do Brasil Yolanda Costa e Silva, em 1967.

## Atualidade
Lei Complementar nº 109/2018 regulamenta hoje a concessão de honrarias no Município de Curitiba, exigindo que a outorga do Título de Vulto Emérito de Curitiba visa agraciar personalidades com reputação ilibada e de conduta pessoal e profissional irrepreensíveis que tenham contribuído para o desenvolvimento do Município de Curitiba na prática de fatos concretos em benefício da comunidade, além de que a outorgada seja àqueles cuja conduta atenda os princípios constitucionais e que venha dignificar a homenagem e o Município de Curitiba.
A entrega do diploma honorífico é feita em Sessão Solene especialmente convocada para tal, preferencialmente no plenário do Palácio Rio Branco, onde o homenageado é conduzido por dois ou mais vereadores, adentrando ao plenário e tomando assento junto à Mesa Diretiva. Por tradição, há os discursos do vereador que preside a sessão, do vereador que propôs a lei que deu origem à homenagem e, em agradecimento, do homenageado titulado.  
Entre 1967 e 2020, mediante leis específicas, o Título foi concedido a 281 curitibanos, dentre eles à primeira professora universitária do Brasil, Drª Maria Falce de Macedo, das poetas Helena Kolody e Pompília Lopes dos Santos, o governador Roberto Requião e aos prefeitos Jaime Lerner e Saul Raiz.